# Domaine Albrechtsfeld
Die Domaine Albrechtsfeld ist ein landwirtschaftlicher Gutsbetrieb nahe der burgenländischen Gemeinde Andau, der als „Domaine Albrechtsfeld GmbH“ im Firmenbuch eingetragen ist und im Besitz der Familie Heinzel steht. Die Domaine Albrechtsfeld GmbH ist Teil der Heinzel-Gruppe. Der Gutsbetrieb bewirtschaftete im Jahr 2011 1271 Hektar landwirtschaftliche Nutzfläche, wovon 298 Hektar zugepachtet sind.

## Geschichte
Der Gutsbesitz kann auf eine langjährige Tradition als typisch burgenländischer Meierhof zurückblicken. An seiner Stelle stand bis zur Ersten Wiener Türkenbelagerung 1529 der Ort „Haberndorf“. Im Grundbuch der Herrschaft Ungarisch-Altenburg findet sich ein Eintrag aus dem Jahr 1546 als „ödes Weideland“ bzw. „Wismad“. 1724 wurde der Besitz vom Krongut Ungarisch-Altenburg an das Haus Habsburg verkauft. Kaiserin Maria Theresia erbte das Gut bei ihrer Thronbesteigung von ihrem Vater Karl VI. 1765 verschenkte die Kaiserin die Liegenschaft an ihre Tochter Marie Christine. 1822 wurde Erzherzog Karl durch Erbschaft Eigentümer des Gutes. 1847 bis 1896 war Erzherzog Albrecht Besitzer des Gutes, das schließlich seinen Namen bekam. In dieser Zeit erlebte der Gutsbetrieb eine strukturelle Umwandlung. Aus dem „Pusztabetrieb“ in Form einer Schäferei mit wenig Ackerbau entstand ein landwirtschaftlicher Betrieb mit eingeschlossener Milchwirtschaft. Die Liegenschaften wurden geometrisch arrondiert. Aus dem Gutsbetrieb war eine Meierhofsiedlung mit insgesamt drei Ansiedlungen geworden. 1872 hatte der Haupthof über 138 Bewohner, der sogenannte „Westhof“ zählte bereits 41 Beschäftigte. 1894 taucht erstmals auch der „Osthof“ mit 13 Bewohnern auf. Ab 1902 stand der Bevölkerung von Albrechtsfeld ein Schulhaus zur Verfügung.
Mit dem Zusammenbruch der Monarchie ging auch das Gut Albrechtsfeld für die Habsburger verloren.  Die Liegenschaft wurde 1918 in die Güterdirektion Halbturn eingegliedert, von wo es 1926 an Carl Hugo Graf Seilern verkauft wurde, der es 1938 in die von ihm gegründete Schweizer „Land- und Trust Company“ eingliederte. Nach Ende des Zweiten Weltkrieges stand Albrechtsfeld als ausländisches Vermögen unter Zwangsverwaltung. Erst 1948 gelangte es mit der „Alwa Güter- und Vermögensverwaltungs-Ges.m.b.H.“ wieder in private Hand. Der Name „Alwa“ leitete sich aus den vormals zusammengehörenden Betrieben Albrechtsfeld und Wasserburg ab. 90 Prozent der Alwa gehörten der Zürcher Sullex AG, eine Tochtergesellschaft des Creditanstalt-Bankvereins, 10 Prozent hielt die „Allgemeine Warentreuhand“. Im Februar 1956 übernahm der Creditanstalt-Bankverein die Anteile der Tochterfirma Sullex AG.
Einen erneuten Strukturwandel erlebte Albrechtsfeld in den 1960er und 1970er Jahren, als mit zunehmender Mechanisierung die Landarbeiter sukzessive vom Gutshof abwanderten. 1970 arbeiteten nur noch 160 Menschen am Gutshof Albrechtsfeld, zehn Jahre zuvor waren es noch rund 400. Im Juni 1955 stieg sogar ein Albrechtsfelder Fußballverein namens „ASKÖ Albrechtsfeld“ mit der Eröffnung eines eigenen Fußballplatzes in den burgenländischen Klubfußball ein, der bereits 1957 mit dem Meistertitel in der 2. Klasse A der Gruppe Nord in die nächsthöhere Spielklasse aufsteigen konnte. Bis 1962 war eine Pferdebahn zwischen St. Andrä und Albrechtsfeld in Betrieb, die ursprünglich bis zum „Albert Casimir Meierhof“ (auch: „Kasimirhof“, heute: Albertkázmérpuszta in Ungarn) führte. Ursprünglich hatte Albrechtsfeld ein Ausmaß von 1.380 Hektar. Davon wurden 1946 11 Hektar an Betriebsangehörige und 1971 379 Hektar Ackerland einschließlich des Westhofes an den „Landwirtschaftlichen Siedlungsfonds für das Burgenland“ verkauft. 1979 erfolgte die Umwandlung in eine Aktiengesellschaft. Die Viehhaltung wurde bereits 1970 eingestellt.
Ab 1980 bis 2002 baute die „ALWA“ Güter- und Vermögensverwaltungs Aktiengesellschaft Albrechtsfeld zu einem rationell, nach ökologischen Grundsätzen bewirtschafteten, volltechnisierten, modernen und ertragsorientierten Marktfruchtbetrieb aus. Rund 81 % der Ackerfläche  konnten künstlich bewässert werden. Von 2003 bis 2005 wurde die Landwirtschaft in Albrechtsfeld in dieser Form von einem Verwalter und vier Landarbeitern weiter betrieben.
Mit der Übernahme durch den Papierindustriellen und ehemaligen ÖIAG-Aufsichtsratschef Alfred H. Heinzel im Jahr 2005 erfuhr Albrechtsfeld eine Neuausrichtung seiner wirtschaftlichen Zielsetzungen. Der Betrieb, der als „Domaine Albrechtsfeld GmbH“ firmiert, richtete sich auf biologische Produktion aus. Die Reste der verbliebenen Siedlung am Haupthof wurden, mit Ausnahme der Verwaltungsgebäude, abgerissen und ein Neubau mit integrierter Hofstelle für biologische Lebensmittelrohstoffproduktion errichtet. Seit Februar 2009 wird Mutterkuhhaltung mit Aberdeen-Angus-Rindern betrieben.

## Baudenkmäler

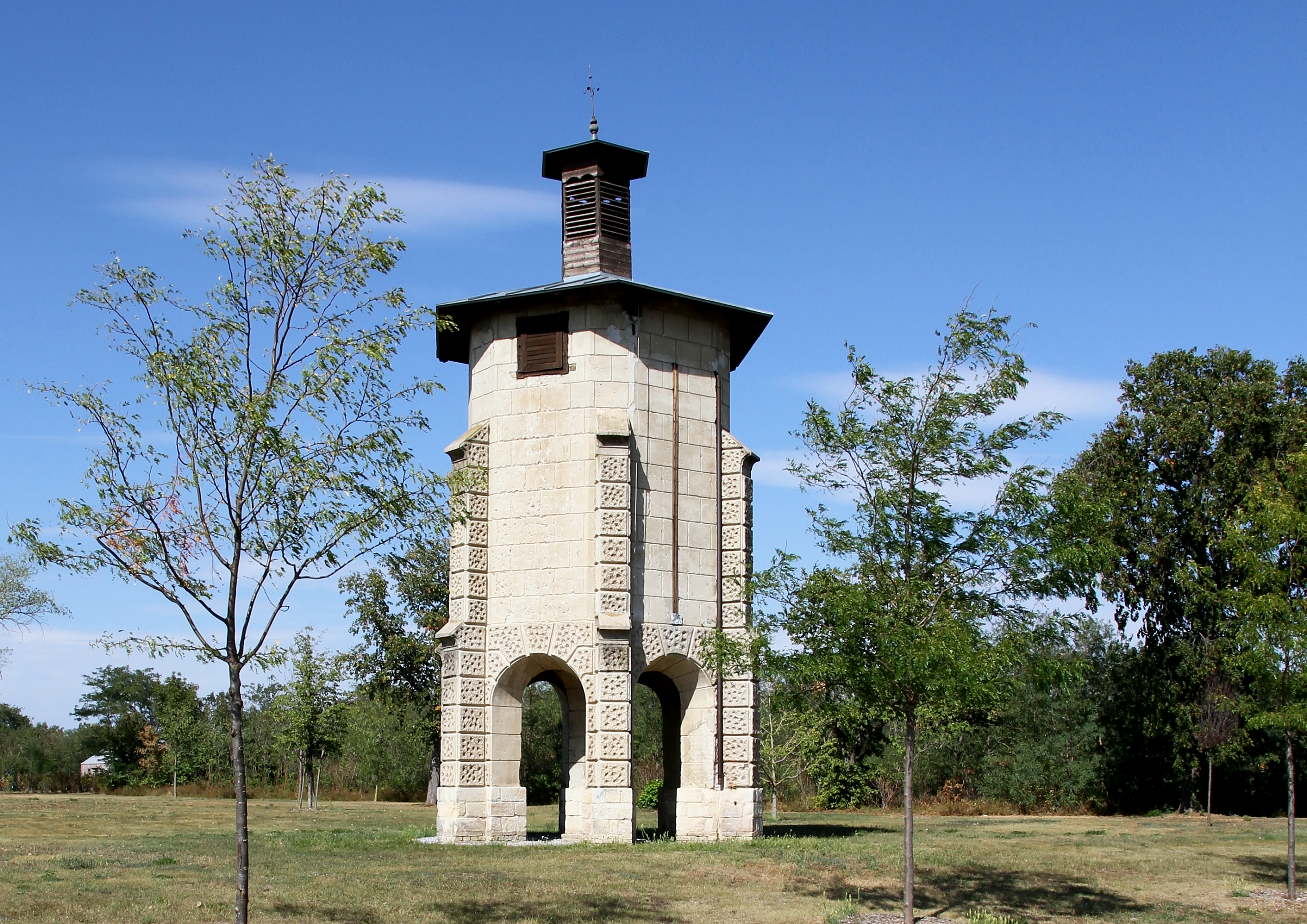
Wasserturm mit Glockentürmchen der Domaine Albrechtsfeld

Als letztes verbliebenes Merkmal aus der Blütezeit der Albrechtsfelder Besiedelung durch die Landarbeiter des Gutes steht der denkmalgeschützte Wasserturm heute im Zentrum des früheren Haupthofes. Seinerzeit versorgte der Wasserturm die Siedlung mit Wasser aus einem nahegelegenen Brunnen. Das Bauwerk, welches früher von Bäumen umgeben war, erstreckt sich prismenförmig mit abgeschrägten Ecken von einem sechseckigen Fundament. Das Zentrum des Turms wird von einem sechseckigen Pfeiler von circa 45 cm Seitenlänge gebildet. Der obere Teil des Turmes umschließt den eigentlichen Wasserbehälter und war nur über eine Außenleiter zugänglich. An der Spitze des Turmes thront ein flaches, über Sparren vorkragendes Zeltdach mit einer schlanken Lüftungslaterne als Abschluss. Der Baukörper besteht aus reinem Stahlbeton, während die Stützpfeiler auf Sockeln aus Sandstein stehen.